# Stars (band)
 For alternative betydninger, se Stars. (Se også artikler, som begynder med Stars)
Stars er et canadisk rockband. Bandmedlemmerne er Torquil Campbell, Chris Seligman, Amy Millan, Evan Cranley, Patrick McGee.

## Diskografi
Albums
- 2001 – Nightsongs
- 2003 – Heart
- 2004 – Set Yourself on Fire
- 2007 – In Our Bedroom After the War
- 2007 – Do You Trust Your Friends? (Remix album)
- 2010 – The Five Ghosts
- 2012 – The North
- 2014 – No One Is Lost

EPs
- 2001 – A Lot of Little Lies for the Sake of One Big Truth
- 2001 – The Comeback
- 2003 – Dead Child Stars
- 2008 – Sad Robots
- 2010 – The Séance